# McGuire of the Mounted
McGuire of the Mounted er en amerikansk stumfilm fra 1923 af Richard Stanton.

## Medvirkende
- William Desmond som Bob McGuire
- Louise Lorraine som Julie Montreau
- Willard Louis som Bill Lusk
- Vera James som Katie Peck
- J. P. Lockney som André Montreau
- William Lowery som Maj. Cordwell